# Joseph Gallieni
Joseph Simon Gallieni (Saint-Béat, Alto Garona, 24 de abril de 1849 - Versalles, 27 de mayo de 1916) fue un militar francés que desarrolló gran parte de sus actividades en las operaciones de colonización llevadas a cabo por Francia, como administrador colonial, dejando una profunda impronta sobre la historia de la colonización francesa, culminando su carrera durante la Primera Guerra Mundial. Fue nombrado mariscal de Francia, a título póstumo, en 1921.

## Biografía
Gallieni era hijo de un inmigrante italiano. Tras sus estudios en el Pritaneo Nacional Militar de La Flèche, pasa a la Escuela Militar Especial de Saint-Cyr en 1868. Se convierte el 15 de julio de 1870 en subteniente de infantería de marina.

### La guerra de 1870
Recién ascendido, participó en el 3.º Regimiento de Infantería Colonial francés (3 RIM), de infantería de marina, en 1870 en la Guerra Franco-prusiana contra Prusia, durante la cual destaca su actuación en la Batalla de Bazeilles, en las filas de la brigada Martin des Palières y de la famosa «división azul», resultando herido. Hecho prisionero el 1 de septiembre de 1870, el subteniente Galliéni es enviado a cautiverio a Alemania y no regresa a Francia hasta el 11 de marzo de 1871.

### La Reunión (1873-1876)
Ascendido a teniente en el 2.º Regimiento de Infantería de Marina francés (2 RIM) el 25 de abril de 1873, Joseph Gallieni dio comienzo a su vida colonial en la isla de la Reunión, en la que pasará tres años destinado.

### Expediciones al África negra (1876-1882)
El 11 de diciembre de 1876, fue destinado a una unidad de tiradores senegaleses, y se embarcó el 20 de diciembre hacia Dakar, la puerta del África negra, por aquel entonces misteriosa, donde tomó parte en diversas expediciones militares y de exploración. Gallieni fue ascendido a capitán en 1878.
El 29 de marzo de 1880, llegó a Bafoulabé, en Malí, donde logró la firma de un tratado con los jefes locales, estableciendo un protectorado francés en la región. En 1881, en el Níger, negoció con el sultán Ahmadou el tratado de Nango, por el que se concedía a Francia el control del comercio del curso alto del río Níger.

### Gobernador general del Sudán francés (1886-1891)
Tras su regreso de la Martinica, en 1886, fue ascendido a teniente coronel, y recibe, seis meses más tarde (20 de diciembre de 1886), el mando superior de la cuenca superior del río Senegal, llamado también «Sudán francés». Obtuvo algunos éxitos a costa de Ahmadou (1887) y forzó a Samori a un tratado que lo obligaba a abandonar, entre otros, la orilla izquierda del río Níger. Durante su mandato como gobernador, reprimió duramente una insurrección de los nativos.

### Misión en Indochina (1892-1896)
De regreso a Francia, el teniente coronel Gallieni fue ascendido al rango coronel el 11 de marzo de 1891, a jefe del Estado Mayor del Cuerpo de Ejército de la Marina, y diplomado de Estado Mayor con la mención «Muy bien». Desde 1892 a 1896, fue destinado a Tonkín, en Indochina, donde comandó la 2.ª División Militar del territorio. Allí, combatió a los piratas chinos y logró consolidar la presencia francesa organizando la administración del país. Su principal colaborador en estas tareas fue el entonces comandante Lyautey.

### Gobernador general de Madagascar (1896-1905)
Tras ser ascendido a general de Brigada, fue enviado en 1896 a Madagascar, para ocupar el cargo de gobernador general. Llegó a Tananarive el 15 de septiembre y frente a los métodos diplomáticos de su predecesor, el general M. Laroche, decidió utilizar métodos más contundentes. La corte, uno de los núcleos de resistencia, fue puesta bajo vigilancia y dos ministros, cuya duplicidad ha sido contrastada, fueron llevados ante un tribunal, condenados y ejecutados. El primer ministro Rainilaiarivony fue depuesto, razón de su autoexilio. La propia nueva reina, Ranavalona III, resultó sorprendida manteniendo correspondencia con los opositores a la ocupación francesa, lo que ocasionó que perdiese el trono y se viera forzada a emprender el camino del exilio hacia Argel. En ocho años de proconsulado, logró pacificar la gran isla, pudiendo proceder a su colonización efectiva. Esta política controvertida le hizo ganarse el sobrenombre de Jeneraly masiaka (el general cruel), ya que durante su mandato desaparecieron alrededor de 100.000 nativos en una población de 3 millones de personas.[cita requerida]
Según el general Gallieni, la acción militar debía ser acompañada por la ayuda a los pueblos colonizados en diferentes ámbitos, como la administración, la economía y la enseñanza. Requería un contacto permanente con los habitantes, a la vez que un perfecto conocimiento del país y de sus lenguas.[cita requerida]

### Fin de su carrera militar: la Primera Guerra Mundial

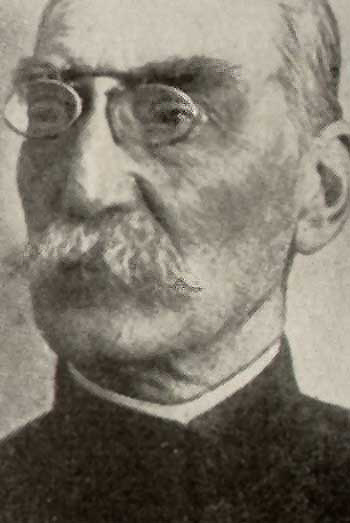
El general Gallieni.

El 9 de agosto de 1899, el general Gallieni fue ascendido al rango de general de División. Tras su regreso definitivo a Francia, en 1905, le quedaban aún 10 años de servicio para su retiro, decidió entonces consagrar su tiempo a la preparación de la Revancha frente a Alemania. Fue nombrado gobernador militar de Lyon y le asignaron el puesto de comandante del 14.º Cuerpo de Ejército desde su regreso, también fue galardonado con la gran cruz de la Legión de Honor el 6 de noviembre de 1905, fue nominado para el Consejo Superior de Guerra el 7 de agosto de 1908 y recibió igualmente la presidencia del Comité Consultivo de Defensa de las Colonias.
Fue propuesto para convertirse en comandante en Jefe del Ejército francés en 1911, sin embargo, declinó la oferta en favor de Joseph Joffre, so pretexto de su edad y su salud.
Se retiró del Ejército en abril de 1914, pero pronto fue nuevamente llamado a filas tras el estallido de la Primera Guerra Mundial; el 26 de agosto se le asignó el puesto gobernador militar de París con el fin de colaborase en la defensa de la capital antes de la batalla del Marne. Mientras que los alemanes se acercaban y el Gobierno huía hacia Burdeos en plena catástrofe, Gallieni puso la ciudad en estado de defensa y logró a los parisinos con una proclama así como contribuir también a la victoria del Marne, en septiembre de 1914 gracias, especialmente, a las tropas que envió como refuerzo, tras requisar incluso los taxis de la ciudad, debido a la escasez de transportes, al ejército del general Maunoury que se hallaba el río Ourcq.
Joffre, inquieto por la influencia y la reputación de Gallieni, trató de marginarlo alejándolo del Cuartel General, aunque se consideraba que el reconducir exitosamente la peligrosa situación fue debido a la iniciativa de Gallieni, con el desplazamiento de la guarnición de la capital (el VI Ejército) en taxi hacia el Marne.
Posteriormente fue nombrado ministro de la Guerra en octubre de 1915, aunque dimitió por motivos de salud en marzo de 1916. Joseph Gallieni falleció dos meses más tarde, el 27 de mayo de 1916, en Versalles, como resultado de una intervención quirúrgica. Después de un funeral de estado y de acuerdo con sus últimos deseos, es enterrado junto a su esposa en el cementerio de Saint-Raphaël. Su relación con Joffe era tormentosa, habiendo especial discrepancia en las tácticas utilizadas en la batalla de Verdún. En 1921, recibió de forma póstuma la promoción a mariscal de Francia. La promoción de la Escuela Militar Especial de Saint-Cyr de 1927 lleva actualmente su nombre.

## Etnología
Durante sus muchos viajes y campañas militares, colectó muchos elementos etnológicos que envió al Museo de Toulouse.

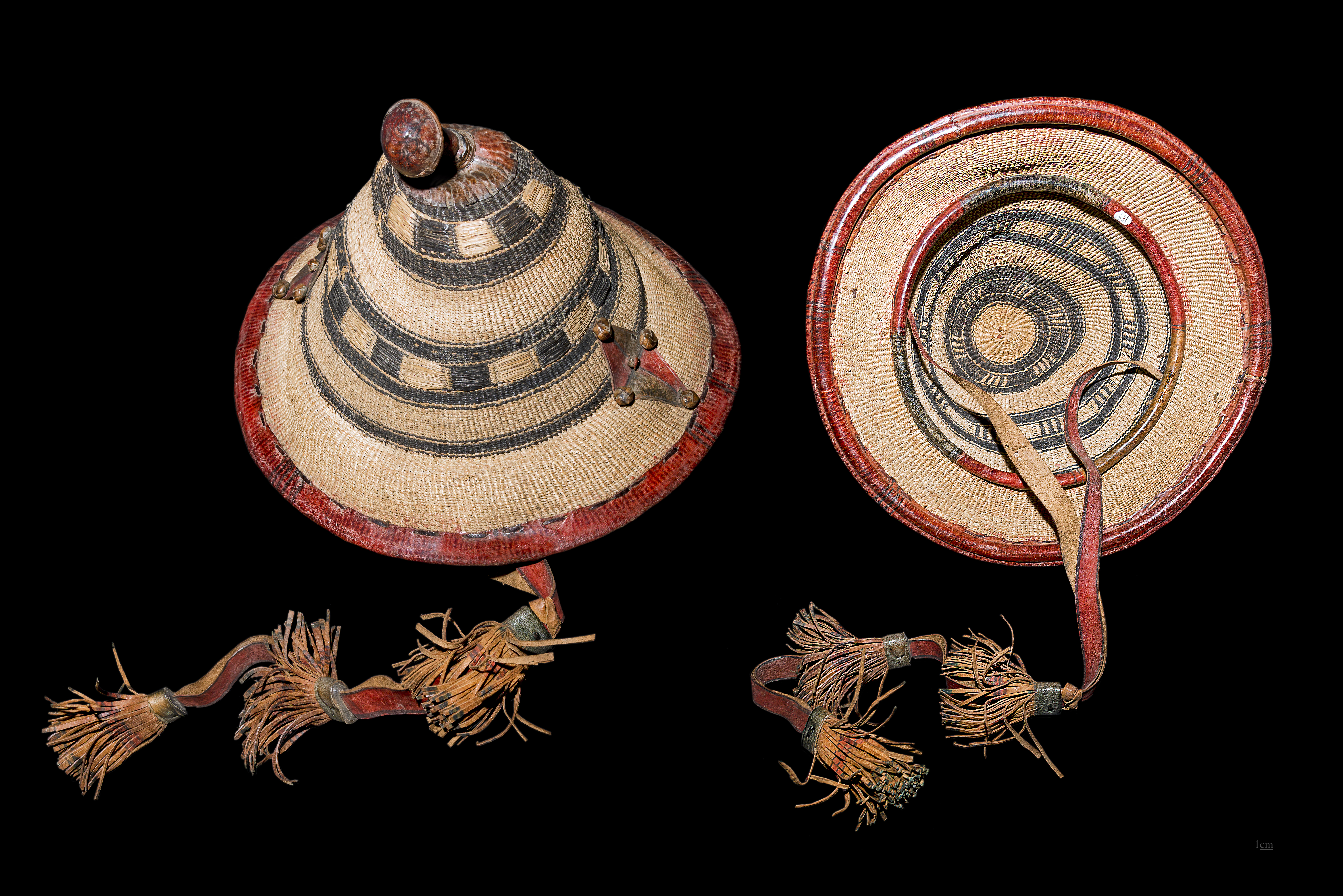
Sombrero de pastor Sudán francés MHNT
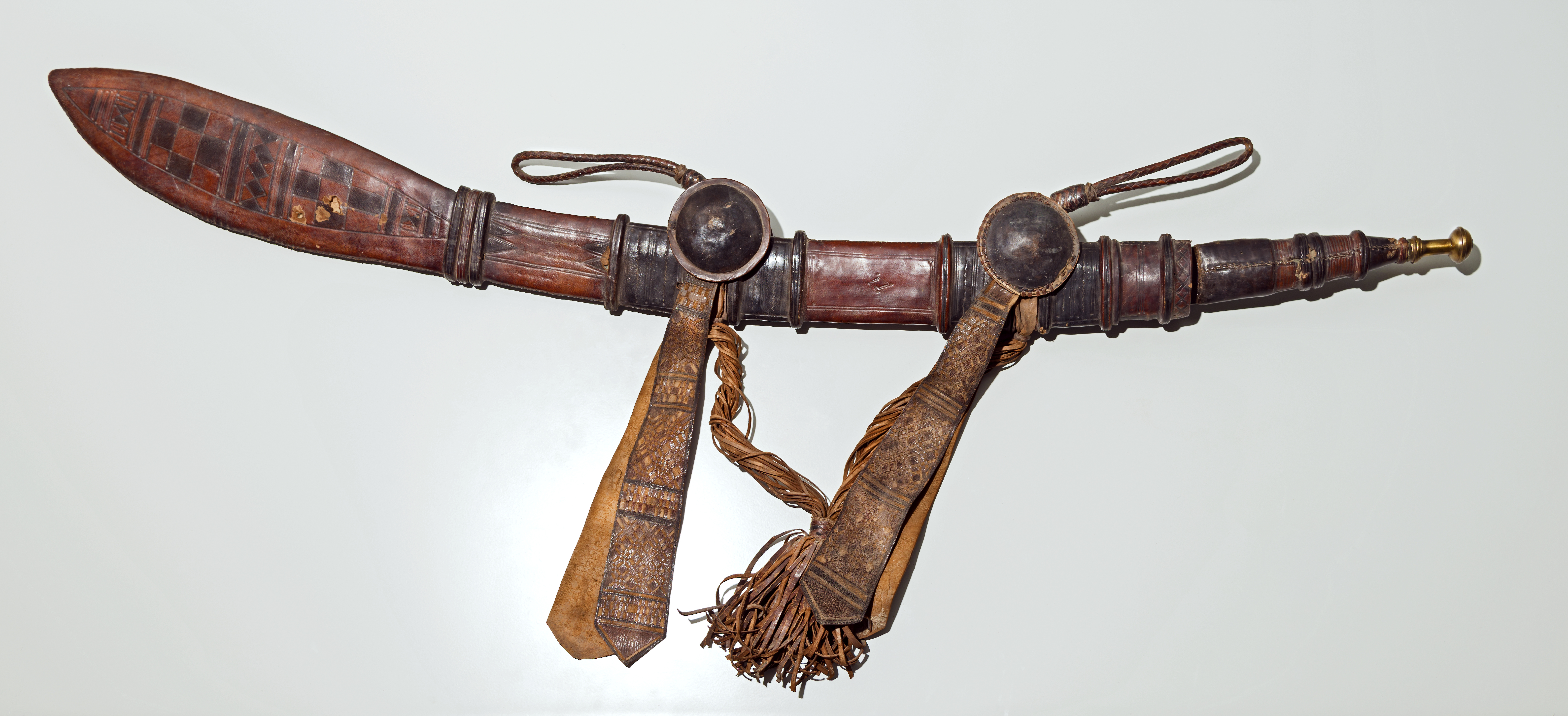
Sable del Sudán francés MHNT
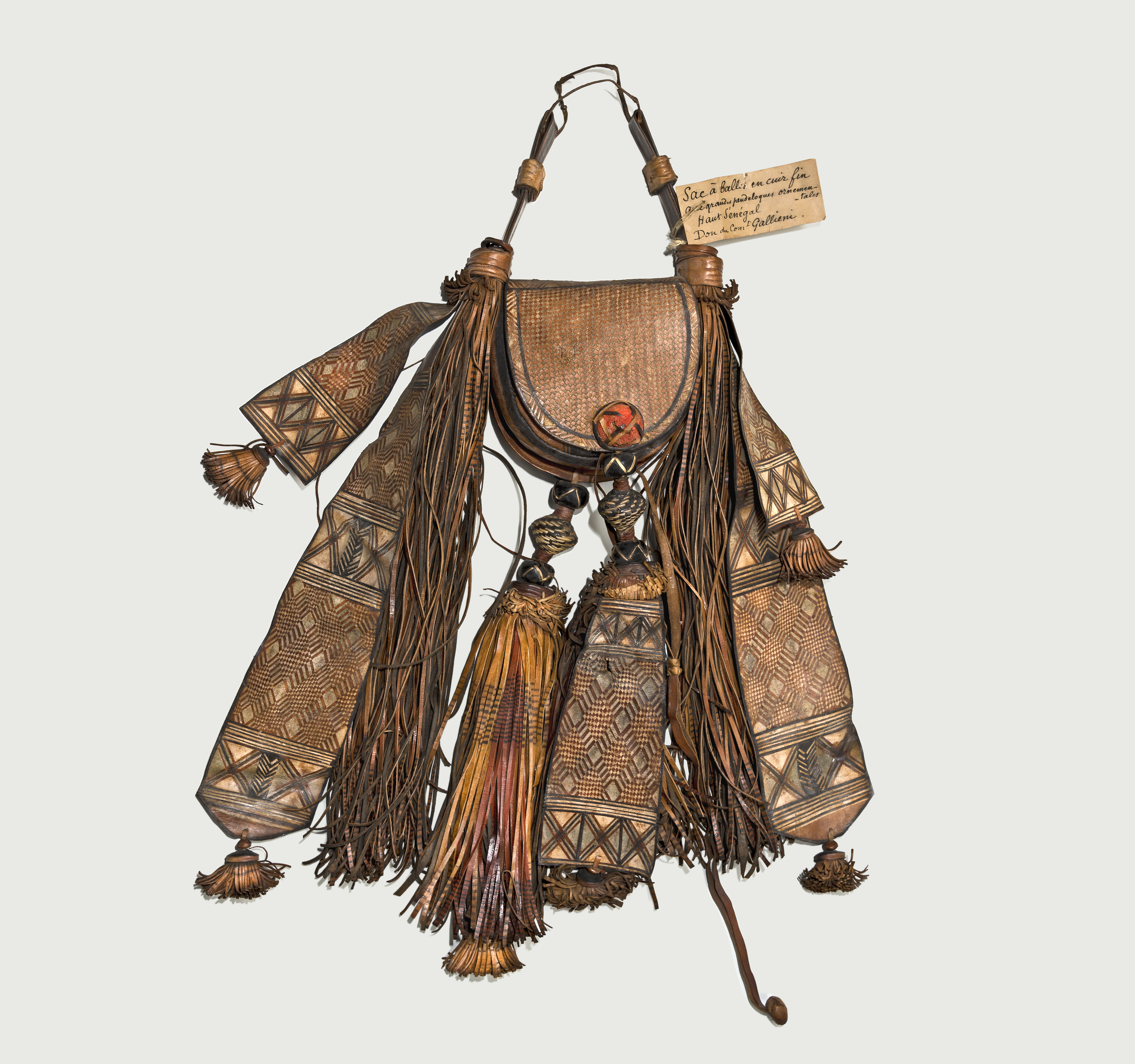
Bolsa Sudán francés MHNT
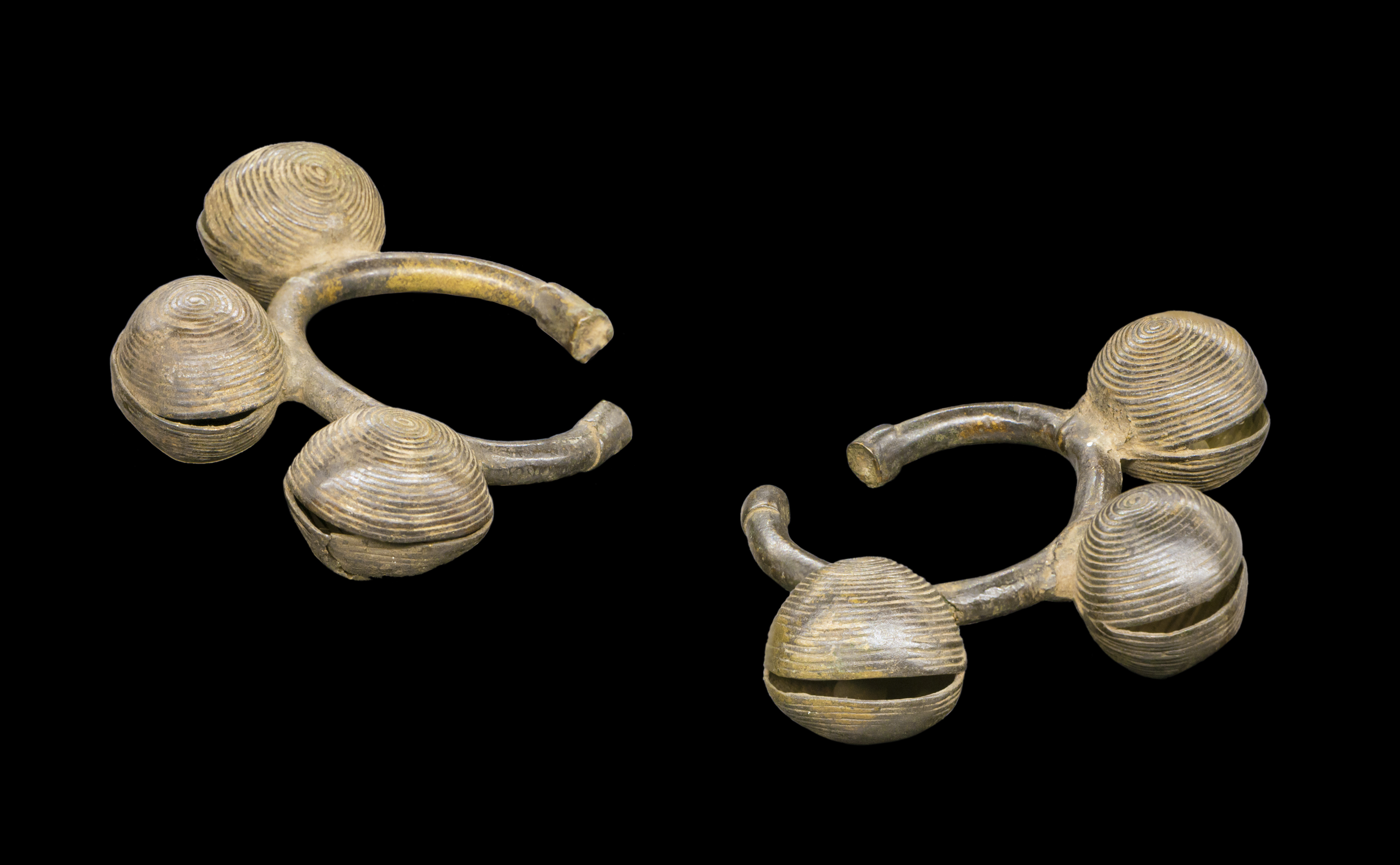
Tobillera. Dan (Grupo Humano) MHNT
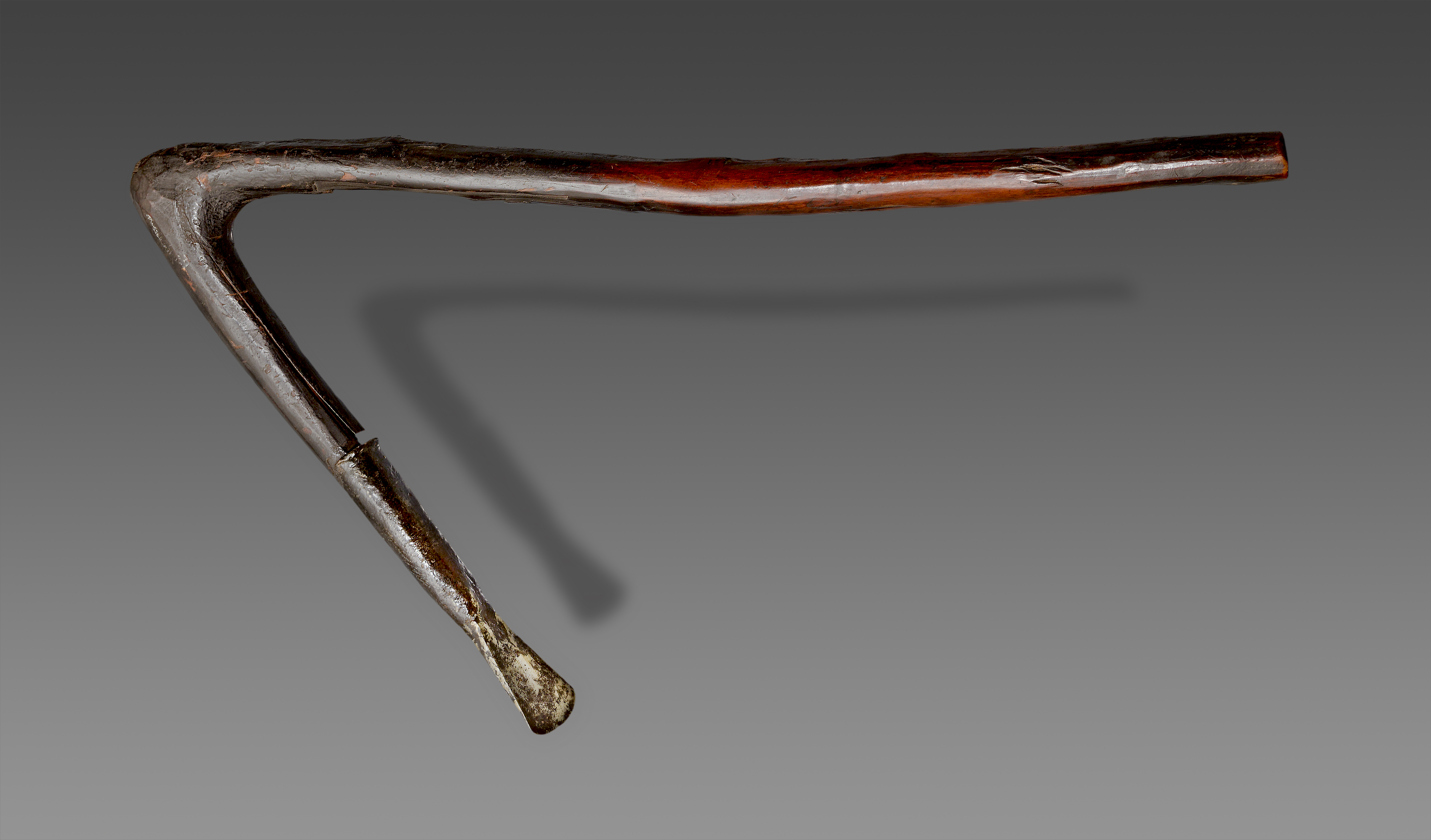
Azuela Seneagl MHNT
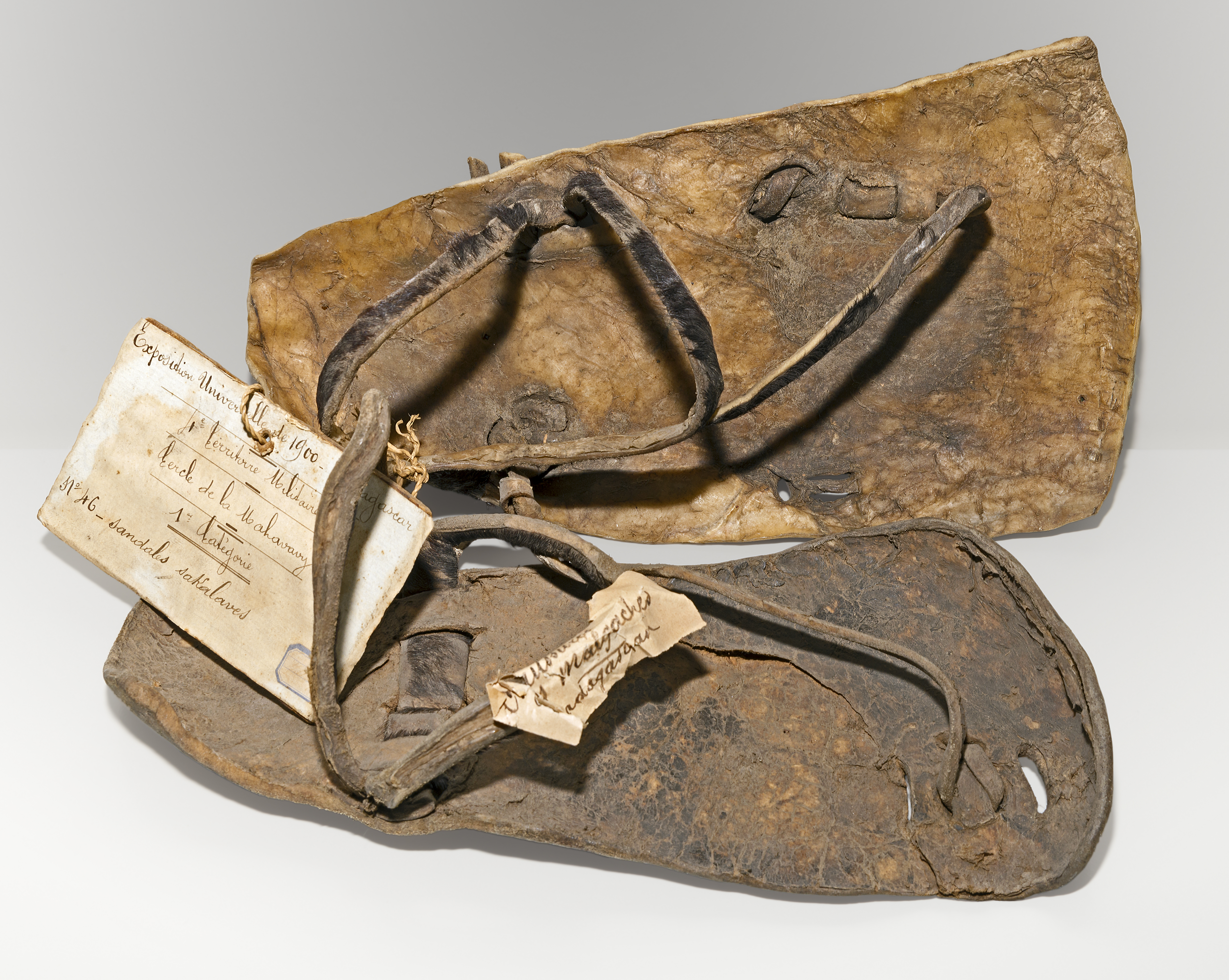
Par de sandalias sakalava expuesto a la Exposición Universal de París en 1900.MHNT